# 인천신정초등학교
인천신정초등학교는 대한민국 인천광역시 연수구에 있는 공립 초등학교이다.

## 학교 연혁
- 2010년 9월 1일: 개교
- 2010년 9월 1일: 초대 김경희 교장 취임
- 2011년 2월 11일: 학교문화선도학교 지정
- 2011년 2월 16일: 제 1회 졸업식
- 2011년 4월 14일: 교육과학기술부지정 창의경영학교 선정
- 2011년 7월 17일: 인천동부교육지원청 교육장기 초등학교 수영대회 종합우승
- 2011년 8월 27일: 인천동부교육지원청 교육장기 학교스포츠클럽대회 농구 우승
- 2011년 10월 5일: Dream Art-Center 개관
- 2012년 4월 11일: 인성교육실천우수학교 선정
- 2012년 10월 23일: 인천광역시교육감배 학교스포츠클럽대회 배드민턴 우승
- 2013년 5월 8일: Smart Class 개관식
- 2013년 9월 24일: 인천동부교육지원청 교육장기 학교스포츠클럽대회 수영 남,여 종합우승
- 2013년 10월 25일: 창의경영학교 종결보고회
- 2014년 6월 13일: 인천동부교육지원청 교육장기 학교스포츠클럽대회 수영 남,여 종합우승
- 2014년 9월 1일: 제2대 김성렬 교장 부임
- 2014년 11얼 24일: 제16회 인천과학대전 참가 부스운영(송도컨벤션센터)
- 2104년 11월 27일: 신정종합예술발표회
- 2015년 6월 9일: 청도 문등로소학교와 MOU 체결
- 2015년 8월 16일: 제1차 지구촌 나눔 프로젝트(베트남 초등학교 화장실 개선사업)
- 2015년 10월 29일: 2015 동부인문학 문화예술축전 주관
- 2016년 7월 12일: 중국 청도 문등로 소학교 자매결연교 방한
- 2016년 7월 29일: 제2차 지구촌 나눔 프로젝트(몽골 초등학교 도서관 개선사업)
- 2016년 9월 1일: 제62회 전국과학전람회 미래창조과학부장관상 수상
- 2016년 9월 8일: 2016 인천동부교육지원청 교육장기 학교스포츠클럽대회 탁구 여자우승
- 2016년 10월 21일: 중국 청도 문등로 자매결연교 방문
- 2016년 10월 23일: 제27회 인천교육감배 어린이연극경연대회 동상
- 2016년 10월 30일: 제4회 인천시장배 남자초등부 피구대회 준우승
- 2016년 11월 18일: 제1회 인천동부교육지원청 교육장배 학교스포츠클럽대회 롤러 종합 우승
- 2016년 12월 4일 : 제1회 인천동부교육지원청 교육장배 학교스포츠클럽대회 킨볼 남:우승, 여:준우승
- 2017년 3월 1일: 초등학교 50학급 편성(특수1 포함), 병설유치원 4학급 편성(특수 1 포함)
- 2017년 3월 1일: 제1회 3.1절기념 교내단축마라톤대회(3km,120명 참가)
- 2017년 5월 29일: 제46회 전국소년체육대회 골프 은메달
- 2017년 7월 24일: 제3차 지구촌 나눔 프로젝트(라오스 초등학교 교실 개선사업)
- 2017년 8월 30일: 전국학생발명품경진대회 우수상
- 2017년 9월 1일: 제19회 전국학생통계활용대회 단체상,은상,동상
- 2017년 10월 10일: 인천동부교육지원청 교육장배 학교스포츠클럽대회 3위(피구,배드민턴,탁구,롤라)
- 2017년 11월 5일: 인천광역시교육감기수영대회 종합 2위
- 2017년 11월 14일: 제1회 Songdo Little Stars 리그 개최(송도 4개교)
- 2017년 11월 14일: 인천광역시교육감배 어린이연극경연대회 은상
- 2018년 2월 9일: 제8회 졸업식(졸업생:270명, 누계: 1903명)
- 2018년 3월 1일: 제2회 3.1절기념 교내단축마라톤대회(3Km, 150명 참가)
- 2018년 3월 1일: 융합인재  우수학교 표창 (교육부총리 )
- 2018년 5월 16일: 제2회 Songdo Little Stars 리그 개최(송도 5개교) 종합우승

## 참고자료
- 인천신정초등학교 - 한국교육학술정보원 학교알리미